# Phyllanthus balgooyi
Phyllanthus balgooyi là một loài thực vật có hoa trong họ Diệp hạ châu. Loài này được Petra Hoffm. & A.J.M.Baker mô tả khoa học đầu tiên năm 2003.